# Stalag II-A
Le Stalag II-A Neubrandenburg est un camp de prisonniers de guerre de la Seconde Guerre mondiale, situé à Fünfeichen, près de Neubrandenburg, dans le Land de Mecklembourg-Poméranie-Occidentale, dans le nord de l'Allemagne.

## Chronologie

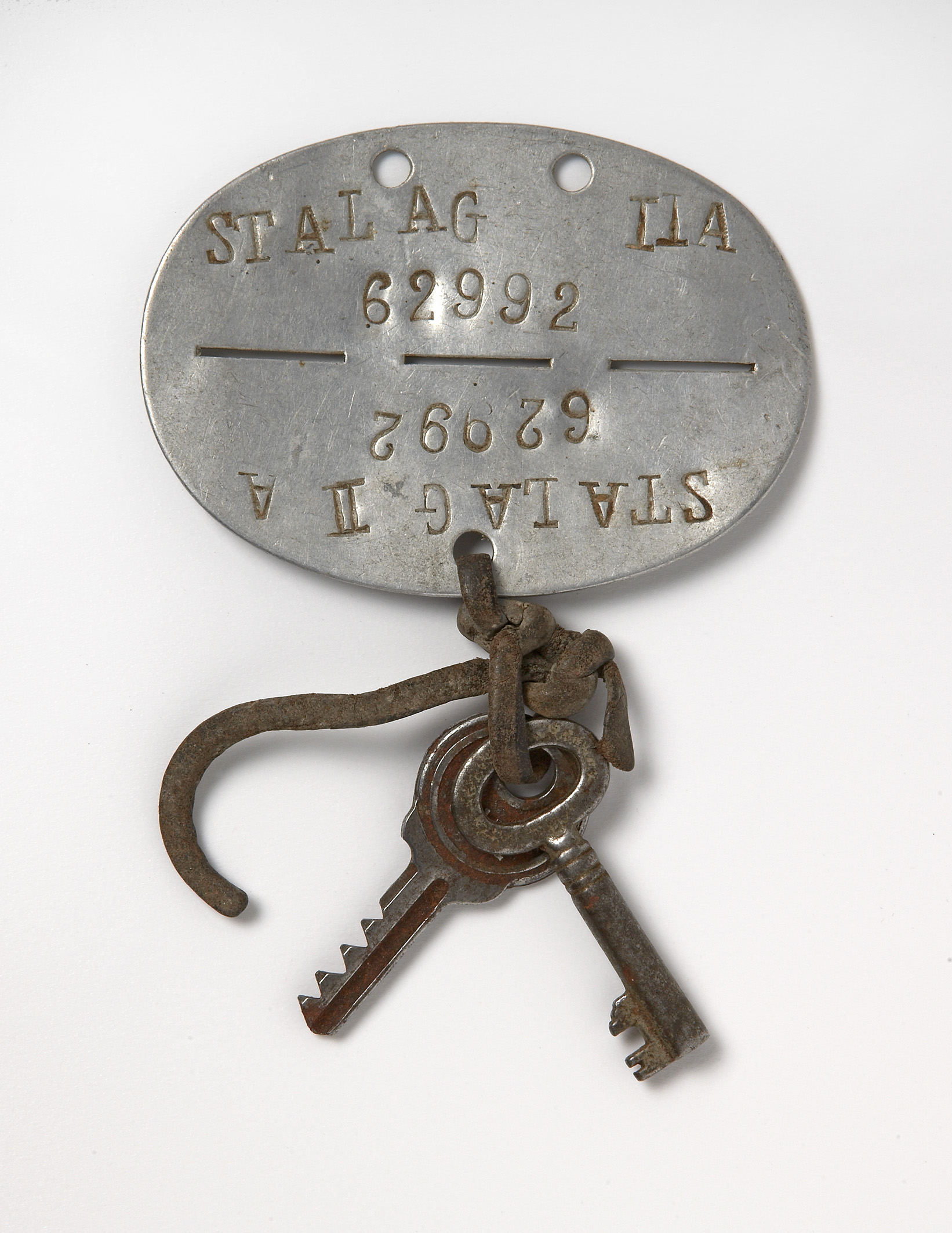
Plaque Matricule de prisonnier de guerre au Stalag II-A. Collection du Centre d'histoire de la résistance et de la déportation à Lyon

- Le camp fut ouvert en septembre 1939 pour accueillir des prisonniers de guerre polonais après l'attaque allemande contre la Pologne. Les premiers prisonniers arrivèrent le 12 septembre. Certains furent employés aux travaux de construction du camp et étaient hébergés dans des tentes. D'autres partirent travailler dans des fermes.
- En mai et juin 1940, des prisonniers belges et néerlandais, puis français arrivèrent au Stalag II-A après l’offensive allemande à l’ouest, la bataille de France). Un certain nombre de prisonniers français des régiments coloniaux étaient des Noirs, qui furent employés aux travaux les plus pénibles comme le ramassage des ordures.
- Un autre camp pour officiers Oflag II-E fut établi à proximité ; des sous-officiers et des officiers polonais y furent internés.
- En 1941, d'autres prisonniers arrivèrent des Balkans : des Britanniques et des Yougoslaves, principalement des Serbes.
- À la fin de l'été 1941, arrivèrent des Soviétiques, qui furent enfermés dans une enceinte séparée construite au sud du camp principal.
- En septembre 1943, quelques Italiens furent transférés au Stalag II-A, après la capitulation de l'Italie.
- De novembre 1944 à janvier 1945, des soldats américains capturés au cours de différentes opérations alliées, en particulier la bataille des Ardennes, arrivèrent au Stalag II-A. La plupart furent immédiatement envoyés dans des commandos de travail.
- De février à avril 1945, Neubrandenburg fut un point de passage pour les prisonniers des camps situés plus à l'est au cours de leur marche forcée vers l'ouest.
- Le 28 avril 1945, une division blindée soviétique atteignit le camp.

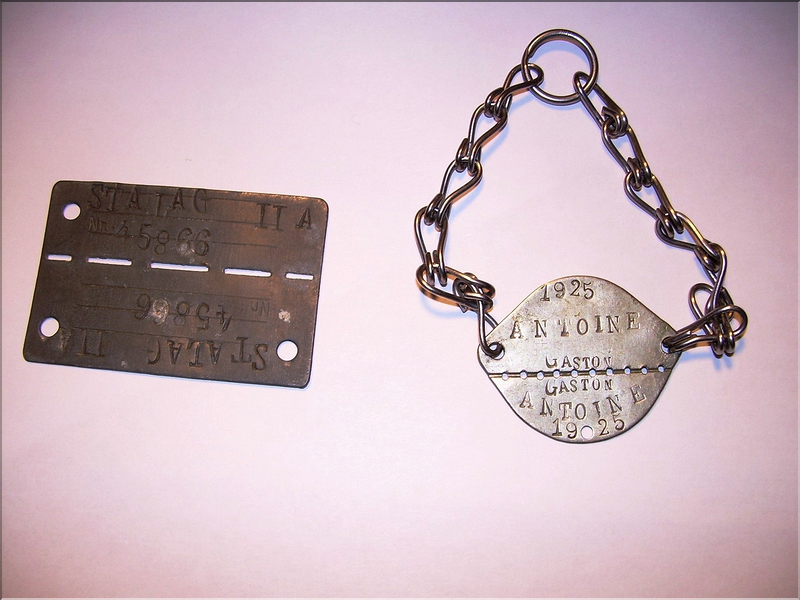
Plaque et bracelet de prisonnier de Gaston Antoine, Stalag II-A 1940

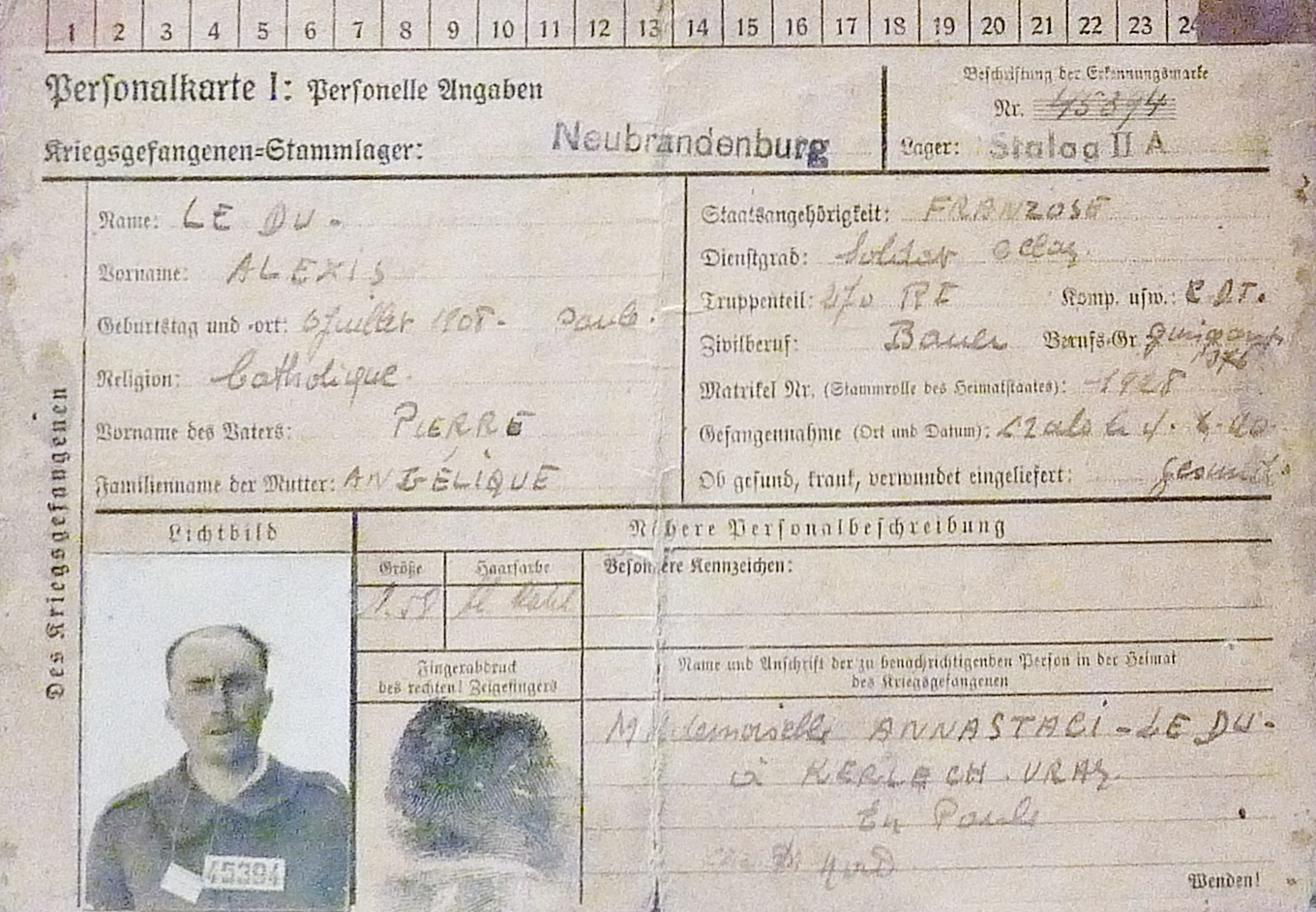
Carte d'identité en langue allemande d'un prisonnier de guerre français en Allemagne au stalag II-A (Musée de la Résistance en Bretagne).

## Évacuation et rapatriement
À la mi-avril 1945, la plupart des prisonniers du Stalag II-A et de ses commandos extérieurs durent marcher vers l'ouest devant l'avance de l'Armée rouge. Au bout de quelques jours, ils furent libérés par les troupes britanniques qui progressaient vers l'est.

## Statistiques
Recensement officiel des prisonniers du 1er décembre 1944 :
- Français 12.581 ; Soviétiques 8.694 ; Serbes 1.976 ; Américains 950 ; Polonais 738 ; Italiens 527 ; Britanniques 200. Total 25.720, dont 21 officiers[1].
- Seulement 3.500 prisonniers se trouvaient dans le camp lui-même, les autres étaient répartis dans les commandos extérieurs.

## Commandos extérieurs
On dénombre plus de 100 commandos extérieurs (ArbeitsKommandos) rattachés au Stalag II-A. Les principaux étaient : le B306 (mine de charbon à Pudnitz, 700 prisonniers de guerre), le B377 (usine Heinkel à Neubrandenburg, 400 PG), l'A64 (fabrique de lance-bombes à Neubrandenburg, 400PG). Celui de Teterow, situé à quelques kilomètres à l’ouest de Neubrandenburg, et où environ 175 prisonniers travaillaient sur les voies ferrées et étaient hébergés dans un immeuble en briques de plusieurs étages, n'était pas le principal.

## Sources
- Lettres à ma mère - Un prisonnier du stalag IIA, originaire d'Yronde-et- Buron, près Vic-le-Comte, Puy-de-Dôme, témoigne par Pierre Kalmar pour le CRÉBU NIGO  (ISBN 9782919341108).